# 單體式應用程式
软件工程中的單體式應用程式（英語：Monolithic application）是指單層的应用程序，其用户界面和資料存取程式整合在單一系统平台上的一個程式裡。
單體式應用程式可以獨立運作，不會受到其他應用程式的影響。其設計理念是此應用程式不只負責單一特定任務，所負責的是要完成特定功能所需要進行的所有步驟。像目前有些個人財務管理軟體就屬於單體式應用程式，可以讓使用者進行單一任務，以端到端的方式進行，類似信息煙囪，不是大型應用程式中的一部份。有些文字处理器也屬於單體式應用程式。有時這些應用程式是用在大型计算机上。
在软件工程中，單體式應用程式是指在設計時沒有考慮模組化的程式。一般而言會希望軟體有模組化的特性，因為可以複用應用邏輯中的一部份，在維護時也可以只更換應用程式中的一部份，不需更改整個應用程式。
若要達到模組化的特性，有許多不同的做法。以程式碼為基礎的模組化是讓開發者復用應用程式中的一部份，也可能進行修改，不過需要有開發工具實現這些機能，而應用程式也需要重新編譯。以物件為基礎的模組化會將應用程式變成許多的執行檔，各執行檔可以獨立維護，也可以更換，不需要重新佈置整個應用程式（例如动态链接库，Sun/UNIX中的「共用物件」檔）。有些系統可以在物件之間傳送資訊，因此物件為基礎的應用程式可以分散在不同的電腦上（例如微軟的COM+）。服務導向架構是用特殊的通訊標準或通訊協定，在各模組之間進行通訊。
「單體式應用程式」原來的意思是指沒有模組化的大型電腦應用程式。此一特點，再加上運算能力的快速提昇，以及軟體可解決問題的難度越來越高，最後會產生無法維護的系統以及软件危机